# Italienskt rajgräs
Italienskt rajgräs (Lolium multiflorum) är en växtart i familjen gräs. 
Kan bilda hybrider med engelskt rajgräs Lolium perenne.